# Соболівка (Куп'янський район)
Соболі́вка —  село в Україні, у Куп'янському районі Харківської області. Входить до складу Кіндрашівської сільської громади. Населення становить 88 осіб. Орган місцевого самоврядування — Кіндрашівська сільська рада.

## Географія
Село Соболівка знаходиться за 2 км від міста Куп'янськ. До села примикає лісовий масив (дуб). Поруч проходить автомобільна дорога Н26.

## Історія
7 (20) листопада 1917 року, відповідно до Третього Універсалу Української Центральної Ради, увійшло до складу Української Народної Республіки.
12 червня 2020 року, відповідно до розпорядження Кабінету Міністрів України № 725-р «Про визначення адміністративних центрів та затвердження територій територіальних громад Харківської області», увійшло до складу Кіндрашівської сільської територіальної громади.
Село під час російського широкомасштабного вторгнення до України піддавалось обстрілам російських військ. Зокрема, внаслідок російського обстрілу 22 вересня 2024 року в селі загорівся гараж та трава.